# Étienne-Catherine Baillot
Pour les articles homonymes, voir Baillot.
Étienne-Catherine Baillot est un homme politique français né le 25 novembre 1759 à Ervy-le-Châtel et mort le 15 avril 1825 dans la même commune.
Avocat à Ervy-sur-Aube, il est député aux États généraux de 1789 à 1791 au bailliage de Troyes et membre de la cour de cassation.
Il est l'auteur d'une Traduction française des Satires de Juvéral, livre édité en 1823 et des Recherches sur Histoire de Champagne, qui sont restées manuscrites.

## Sources
- Biographie universelle ou Dictionnaire de tous les hommes qui se sont fait remarquer par leurs écrits, leurs actions, leurs talents, leurs vertus ou leurs crimes, depuis le commencement du monde jusqu'à ce jour, Volume 2, Ode, 1845 ;
- « Étienne-Catherine Baillot », sur La base de données historique des anciens députés du site de l'Assemblée nationale, Assemblée nationale.
- « Étienne-Catherine Baillot », dans Adolphe Robert et Gaston Cougny, Dictionnaire des parlementaires français, Edgar Bourloton, 1889-1891 [détail de l’édition].